# De fördömda kvinnornas dans
De fördömda kvinnornas dans (en suec El ball de les condemnades) és un telefilm de 1976, dirigit per Ingmar Bergman.
Es tracta d'una acció mímica en forma de ballet que es basa sobretot en les expressions i actituds dels personatges més que en els moviments corporals. Es pot definir, com va dir el mateix autor, "un drama sense paraules" o una "composició coreogràfica".

## Argument
A l'inici de l'actuació es filma en colors, una dona que anuncia l'espectacle anticipant que les protagonistes són quatre dones tancades en una habitació i diu:
| « | «Calia que les seves reaccions es reflectissin en les seves cares, en les seves actituds, en les seves mans, en els seus ulls. No ens comuniquem només amb paraula. El llenguatge corporal és extremadament més ric i pot arribar al nostre subconscient amb més eficàcia. Els gestos poden revelar el mateix significat en diferents cultures a diferència del llenguatge normal... Hi ha quatre protagonistes: una dona morta vestida de negre i tres noies, dues adultes i una [[[nena]]. Aquest és un episodi molt senzill. Us presentarem la pel·lícula per primera vegada, després us tornaré per il·lustrar la idea que la va inspirar i després la presentarem de nou. Potser llavors notareu una sèrie de detalls que us heu perdut i potser veureu la pel·lícula amb una nova llum.» | » |

Aleshores, en una escena en blanc i negre de deu minuts, apareixen les ballarines que no ballen sinó que es mouen seguint la música. En un primer moment sembla que l'alegria de la nena amb la noia, que representa la joventut, preval sobre la tristesa de la dona vestida de negre que és clarament la mort, però, a poc a poc, tot es torna pla i sembla que fins i tot la xiqueta es veu aclaparada per la sensació d'angoixa que baixa a l'escena.
Mentrestant, el presentador torna a explicar el significat simbòlic de la coreografia i el seu vincle amb La flauta màgica i quan la pantomima és vista de nou les sensacions i pensaments són diferents.

## Anàlisi
En el curtmetratge Bergman fa ús de la coreografia de Donya Feuer, que havia estat la coreògrafa de la "Flauta màgica", de la música de Claudio Monteverdi interpretada per l'orquestra Musicae Holmia, a partir de la veu de la cantant òpera Doroty Dorow i les ballarines Nina Harte, Heléne Friberg, Lena Wennergren i Lisbeth Zacharisson.
Amb aquesta pel·lícula, el director ofereix al públic una clara invitació que és anar més enllà de la lletra de la història i situar-se davant la pantalla no d'una manera passiva sinó de manera crítica, intel·ligent i activa sense, per tant, aturar-se en les aparences i per tant, una vegada més, tenint en compte la diferència entre la ficció de l'espectacle i la realitat de vida.